# William Garrow
William Garrow, né le 13 avril 1760 à Hadley (en) et mort le 24 septembre 1840, est un avocat, homme politique et juge britannique connu pour sa réforme indirecte[pas clair] du système de défense, contribuant à introduire dans le système judiciaire la procédure accusatoire, reprise dans de nombreux pays par la suite. Il renforce la notion de présomption d'innocence, insistant sur le fait que les accusateurs, accusés et leurs témoignages doivent être rigoureusement vérifiés au tribunal. 
Lors de sa carrière, il devient notamment député, solliciteur général (1812-1813), procureur général (1813-1817) et Baron of the Exchequer (1817-1832).

## Distinctions
- Knight Bachelor